# Luigi Efisio Marras

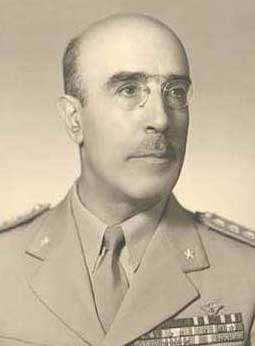
Luigi Efisio Marras

Luigi Efisio Marras (* 2. August 1888 in Cagliari; † 28. Januar 1981 in Rom) war ein italienischer General. Marras war (mit einer kurzen Unterbrechung) von 1936 bis 1943 italienischer Militärattaché in Deutschland bzw. Leiter der italienischen Delegation beim Oberkommando der Wehrmacht.

## Militärische Laufbahn
Marras wurde auf Sardinien geboren und wuchs dort auch auf. Im November 1906 begann er seine Ausbildung an der Militärakademie in Turin. Nach deren Abschluss diente er als Offizier bei verschiedenen Artillerieverbänden. Im Verlauf des Italienisch-Türkischen Krieges nahm er an der Besetzung des Dodekanes teil. Im Ersten Weltkrieg kämpfte er u. a. auf dem Balkan gegen die Mittelmächte. Nach dem Krieg absolvierte Marras eine Generalstabsausbildung und arbeitete danach in der Operationsabteilung des Heeresgeneralstabs. Ab 1926 diente er in einem Feldartillerieregiment in Livorno und unterrichtete gleichzeitig an der dortigen Marineakademie Landkriegsführung. Nach einer Verwendung beim neuen Gesamtgeneralstab beförderte man ihn 1931 zum Oberst und übertrug ihm bis 1936 das Kommando über ein schweres Artillerieregiment.
Im Oktober 1936 wurde Marras italienischer Militärattaché in Berlin. In dieser Funktion war er auch für einige nordeuropäische bzw. baltische Staaten zuständig. Marras, der recht bald für seine zuvorkommende Art bekannt wurde, schrieb etliche Berichte über die Aufrüstung der Wehrmacht und u. a. auch über die Generalstabsausbildung an der Kriegsakademie. Er zeichnete ein ungewöhnlich genaues Bild über die deutschen Rüstungsanstrengungen, über die praktisch und pragmatisch ausgerichtete deutsche Offiziersausbildung, aber auch über menschliche Facetten und Schwächen wie Hochmut und Arroganz.
Von Juli bis November 1939 war er in Rom und bei einem Stab in Libyen tätig, wurde dann aber wieder nach Berlin versetzt. Dort baute er seine Dienststelle zur italienischen Militärmission beim OKW aus und unternahm zahlreiche Dienstreisen an verschiedene Fronten, in deren Folge er immer wieder Berichte nach Rom schickte, die die militärische Lage schonungslos darstellten.
Nach der Absetzung Mussolinis wurde Marras am 30. Juli 1943 von Hitler empfangen, wobei er bekräftigte, dass Italien den Krieg fortführen wolle und Hitler sich möglichst bald mit Badoglio treffen solle. Nach der Kapitulation Italiens im September 1943 wurde der inzwischen zum Generalleutnant beförderte Marras in Deutschland interniert. Am 31. März 1944 übergaben ihn die deutschen Behörden der faschistischen Restrepublik Mussolinis in Norditalien. Marras kam zunächst in Verona und dann in Gavi bei Alessandria ins Gefängnis. Im August 1944 gelang ihm die Flucht in die Schweiz.
Ab Mai 1945 leitete er ein militärisches Territorialkommando (Wehrkreis) in Mailand. Am 1. Dezember 1947 wurde Marras Generalstabschef des Heeres, am 2. Dezember 1950 löste er Claudio Trezzani als Generalstabschef der Streitkräfte ab. In diesen Funktionen trug er maßgeblich zum Wiederaufbau der italienischen Armee bei. Er schied am 15. April 1954 aus dem aktiven Dienst aus.
Marras starb 1981 im Alter von 92 Jahren.